# Ехидо Нуево Баха Калифорнија (Енсенада)
Ехидо Нуево Баха Калифорнија (шп. Ejido Nuevo Baja California) насеље је у Мексику у савезној држави Доња Калифорнија у општини Енсенада. Насеље се налази на надморској висини од 120 м.

## Становништво
Према подацима из 2010. године у насељу је живело 5 становника.

### Хронологија
| Година       | 2000         | 2010 |
| ------------ | ------------ | ---- |
| Становништво | 57 (36 / 21) | 5    |

### Попис
| # | Индикатор                     | Вредност |
| - | ----------------------------- | -------- |
| 1 | Укупно домаћинстава           | 30       |
| 2 | Укупно насељених домаћинстава | 2        |
| 3 | Величина локације             | 1        |